# آنیماس (نیومکزیکو)
آنیماس (به انگلیسی: Animas) یک منطقهٔ مسکونی در ایالات متحده آمریکا است که در نیومکزیکو واقع شده‌است. آنیماس ۴۰٫۶ کیلومتر مربع مساحت و ۲۳۷ نفر جمعیت دارد و ۱٬۳۴۲٫۹۷ متر بالاتر از سطح دریا واقع شده‌است.